# Khalid Eisa
Khalid Eisa Mohamed Bilal Saeed (ur. 15 września 1989 w Dubaju) – emiracki piłkarz, występujący na pozycji bramkarza w emirackim klubie Al-Ain FC oraz w reprezentacji Zjednoczonych Emiratów Arabskich. Uczestnik Pucharu Azji 2015, 2019 i 2023.

## Statystyki

### Klubowe
Na podstawie:
| Klub           | Sezonów | Liga           | Liga  | Liga   | Puchar krajowy | Puchar krajowy | Kontynentalne | Kontynentalne | Suma  | Suma   |
| Klub           | Sezonów | Liga           | Mecze | Bramki | Mecze          | Bramki         | Mecze         | Bramki        | Mecze | Bramki |
| -------------- | ------- | -------------- | ----- | ------ | -------------- | -------------- | ------------- | ------------- | ----- | ------ |
| Al-Jazira Club | 3       | UAE Pro League | 16    | 0      | 0              | 0              | 4             | 0             | 20    | 0      |
| Al-Ain FC      | 11      | UAE Pro League | 247   | 0      | 28             | 0              | 82            | 0             | 357   | 0      |
|                | Łącznie | Łącznie        | 263   | 0      | 28             | 0              | 86            | 0             | 377   | 0      |

### Reprezentacyjne
Na podstawie:
| Mecze i gole w reprezentacji podczas Pucharu Azji 2015 | Mecze i gole w reprezentacji podczas Pucharu Azji 2015 | Mecze i gole w reprezentacji podczas Pucharu Azji 2015 | Mecze i gole w reprezentacji podczas Pucharu Azji 2015 | Mecze i gole w reprezentacji podczas Pucharu Azji 2015 | Mecze i gole w reprezentacji podczas Pucharu Azji 2015 | Mecze i gole w reprezentacji podczas Pucharu Azji 2015 | Mecze i gole w reprezentacji podczas Pucharu Azji 2015 |
| Lp.                                                    | Data                                                   | Miasto                                                 | Przeciwnik                                             | Wynik                                                  | Gole                                                   | Inne                                                   | Faza rozgrywek                                         |
| ------------------------------------------------------ | ------------------------------------------------------ | ------------------------------------------------------ | ------------------------------------------------------ | ------------------------------------------------------ | ------------------------------------------------------ | ------------------------------------------------------ | ------------------------------------------------------ |
| 1.                                                     | 30.01.2015                                             | Newcastle                                              | Grecja                                                 | 3:2 (1:2)                                              |                                                        |                                                        | Mecz o 3. miejsce                                      |

| Mecze i gole w reprezentacji podczas Pucharu Azji 2019 | Mecze i gole w reprezentacji podczas Pucharu Azji 2019 | Mecze i gole w reprezentacji podczas Pucharu Azji 2019 | Mecze i gole w reprezentacji podczas Pucharu Azji 2019 | Mecze i gole w reprezentacji podczas Pucharu Azji 2019 | Mecze i gole w reprezentacji podczas Pucharu Azji 2019 | Mecze i gole w reprezentacji podczas Pucharu Azji 2019 | Mecze i gole w reprezentacji podczas Pucharu Azji 2019 |
| Lp.                                                    | Data                                                   | Miasto                                                 | Przeciwnik                                             | Wynik                                                  | Gole                                                   | Inne                                                   | Faza rozgrywek                                         |
| ------------------------------------------------------ | ------------------------------------------------------ | ------------------------------------------------------ | ------------------------------------------------------ | ------------------------------------------------------ | ------------------------------------------------------ | ------------------------------------------------------ | ------------------------------------------------------ |
| 1.                                                     | 05.01.2019                                             | Abu Zabi                                               | Bahrajn                                                | 1:1 (0:0)                                              |                                                        |                                                        | Faza grupowa                                           |
| 2.                                                     | 10.01.2019                                             | Abu Zabi                                               | Indie                                                  | 2:0 (1:0)                                              |                                                        |                                                        | Faza grupowa                                           |
| 3.                                                     | 14.01.2019                                             | Abu Zabi                                               | Tajlandia                                              | 1:1 (1:1)                                              |                                                        |                                                        | Faza grupowa                                           |
| 4.                                                     | 21.01.2019                                             | Abu Zabi                                               | Kirgistan                                              | 3:2 (1:1)                                              |                                                        |                                                        | 1/8 finału                                             |
| 5.                                                     | 25.01.2019                                             | Al-Ajn                                                 | Australia                                              | 1:0 (0:0)                                              |                                                        |                                                        | Ćwierćfinał                                            |
| 6.                                                     | 29.01.2019                                             | Abu Zabi                                               | Katar                                                  | 0:4 (0:2)                                              |                                                        |                                                        | Półfinał                                               |

| Mecze i gole w reprezentacji podczas Pucharu Azji 2023 | Mecze i gole w reprezentacji podczas Pucharu Azji 2023 | Mecze i gole w reprezentacji podczas Pucharu Azji 2023 | Mecze i gole w reprezentacji podczas Pucharu Azji 2023 | Mecze i gole w reprezentacji podczas Pucharu Azji 2023 | Mecze i gole w reprezentacji podczas Pucharu Azji 2023 | Mecze i gole w reprezentacji podczas Pucharu Azji 2023 | Mecze i gole w reprezentacji podczas Pucharu Azji 2023 |
| Lp.                                                    | Data                                                   | Miasto                                                 | Przeciwnik                                             | Wynik                                                  | Gole                                                   | Inne                                                   | Faza rozgrywek                                         |
| ------------------------------------------------------ | ------------------------------------------------------ | ------------------------------------------------------ | ------------------------------------------------------ | ------------------------------------------------------ | ------------------------------------------------------ | ------------------------------------------------------ | ------------------------------------------------------ |
| 1.                                                     | 14.01.2024                                             | Doha                                                   | Hongkong                                               | 3:1 (1:0)                                              |                                                        |                                                        | Faza grupowa                                           |
| 2.                                                     | 18.01.2024                                             | Al-Wakra                                               | Palestyna                                              | 1:1 (1:0)                                              |                                                        |                                                        | Faza grupowa                                           |
| 3.                                                     | 23.01.2024                                             | Ar-Rajjan                                              | Iran                                                   | 1:2 (0:1)                                              |                                                        |                                                        | Faza grupowa                                           |
| 4.                                                     | 28.01.2024                                             | Ar-Rajjan                                              | Tadżykistan                                            | 1:1 (k.3:5)                                            |                                                        |                                                        | 1/8 finału                                             |

## Sukcesy
Na podstawie:

### Klubowe
- Mistrz ZEA 2014/15, 2017/18, 2021/22